# Belair (Grenada)
Belair (Belmont) ist eine Siedlung im Parish Saint Andrew im Osten von Grenada.

## Geographie
Die Siedlung liegt im Norden des Parish, am Fuß des Mount Saint Catherine, zwischen Carrière, Hermon und Conference. Oberhalb der Siedlung liegt Carrière Estate.
Im Norden schließt sich das Parish Saint Patrick mit Barique und Saint John an.